# Néstor Rubén Castelli
Néstor Rubén Castelli (Buenos Aires, 15 de diciembre de 1929) es un militar argentino, perteneciente al ejército de tierra de su país, que alcanzó la jerarquía de general de brigada y se desempeñó como interventor federal de facto de la provincia de Río Negro tras el golpe de Estado de 1976. Años más tarde, fue encontrado culpable por la detención de gremialistas de Sierra Grande durante el autodenominado Proceso de Reorganización Nacional.
Entre octubre de 1975 y diciembre de 1977, se había desempeñado también, como director de la Escuela de Instrucción Andina, ubicada en San Carlos de Bariloche. Al abandonar el cargo, en diciembre de 1977, fue designado como segundo comandante de la VI Brigada de Infantería de Montaña, con asiento en la ciudad de Neuquén; en diciembre de 1979 es designado comandante de la XII Brigada de Infantería con asiento en la provincia de Misiones, de reciente creación, siendo su primer comandante. 
El 28 de julio de 2011, fue condenado a cinco años y dos meses de cárcel, por el secuestro y tortura de dos sindicalistas, Daniel Orlando Ávalos y Carlos Apolinari. El Tribunal Oral Federal de Viedma condenó a penas de entre cinco y ocho años y medio de prisión a dos oficiales superiores del Ejército y a cuatro expolicías de la provincia de Río Negro, por delitos de lesa humanidad, entre ellos a Néstor R. Castelli.